# Eduardo Bonvallet
Eduardo Bonvallet (13 de janeiro de 1955 - 18 de setembro de 2015) foi um grande futebolista chileno. Ele competiu na Copa do Mundo FIFA de 1982, sediada na Espanha.